# Bézu-Saint-Éloi
Bézu-Saint-Éloi is een gemeente in het Franse departement Eure (regio Normandië). De plaats maakt deel uit van het arrondissement Les Andelys. Bézu-Saint-Éloi telde op 1 januari 2022 1.616 inwoners.

## Geografie
De oppervlakte van Bézu-Saint-Éloi bedroeg op 1 januari 2022 11,42 vierkante kilometer; de bevolkingsdichtheid was toen 141,5 inwoners per km².

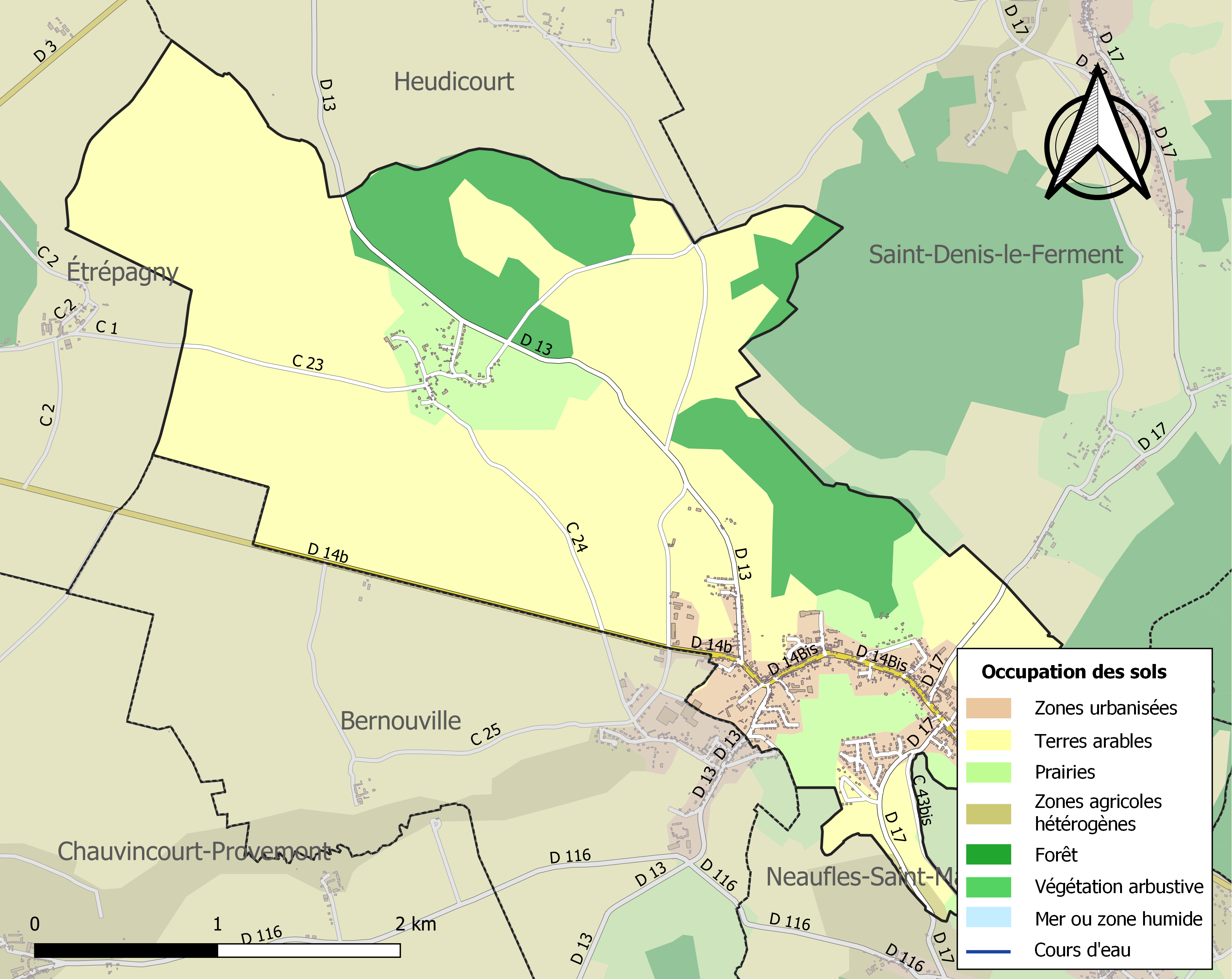
Kaart van de gemeente met belangrijkste infrastructuur, bodemgebruik en omliggende gemeenten

## Demografie
Onderstaande figuur toont het verloop van het inwonertal (bron: INSEE-tellingen).